# Кани (бозайници)
Вижте пояснителната страница за други значения на Кани.
Антилопите кана (Taurotragus) са най-едрите африкански антилопи, отнасящи се към трибата на Винторогите антилопи (Strepsicerotini), в състава на подсемейство Говеда (Bovinae). Възрастните мъжки екземпляри достигат на височина почти 2 метра и тегло до 1 тон, а женските са малко по-дребни. Освен с внушителните си размери, антилопите кана се отличават също с големия си висящ подгръдник и спираловидно извити рога, каквито притежават и женските.
Антилопите кана биват два вида:
обикновена кана (Taurotragus oryx), широко разпространена в саваните на Източна и Южна Африка, и
гигантска кана (Taurotragus derbianus), обитаваща гористи савани и покрайнините на гори в Централна и Западна Африка. Въпреки наименованието си, гигантските кана не се отличават съществено по размери от обикновените, но за разлика от тях са активни предимно нощем, обитават обширни територии извършвайки сезонни миграции и са изключително предпазливи, поради което са много трудни за наблюдение в естествената си среда. От двата подвида гигантска кана, разпространеният в Сенегал Tragelaphus derbianus derbianus е критично застрашен от изчезване с едва 200 до 250 екземпляра съхранени главно в националния парк Ниоколо-Коба .

## Стопанско значение
Месото на антилопите кана съдържа повече протеини и по-малко мазнини в сравнение с това на домашните говеда, а млякото им е много богато на калций. Затова те са не само ценен ловен обект, но дори се правят опити за опитомяване и селекция с цел подобряване качествата на месото и количеството на млякото, неуспешни .